# Борец клобучковый
Боре́ц клобучко́вый, или Акони́т клобучко́вый, или Борец аптечный или Аконит синий (лат. Aconítum napéllus) — вид многолетних травянистых ядовитых растений из рода Борец (Aconitum) семейства Лютиковые (Ranunculaceae).

## Название
Видовой эпитет napellus переводится как «маленькая репка» (считается, что корень растения похож на неё).
Клобучковый произошло от клобук — монашеский головной убор.
Другие русские названия: аконит сборный, борец реповидный, волкобой, волчий корень, царь-зелье.

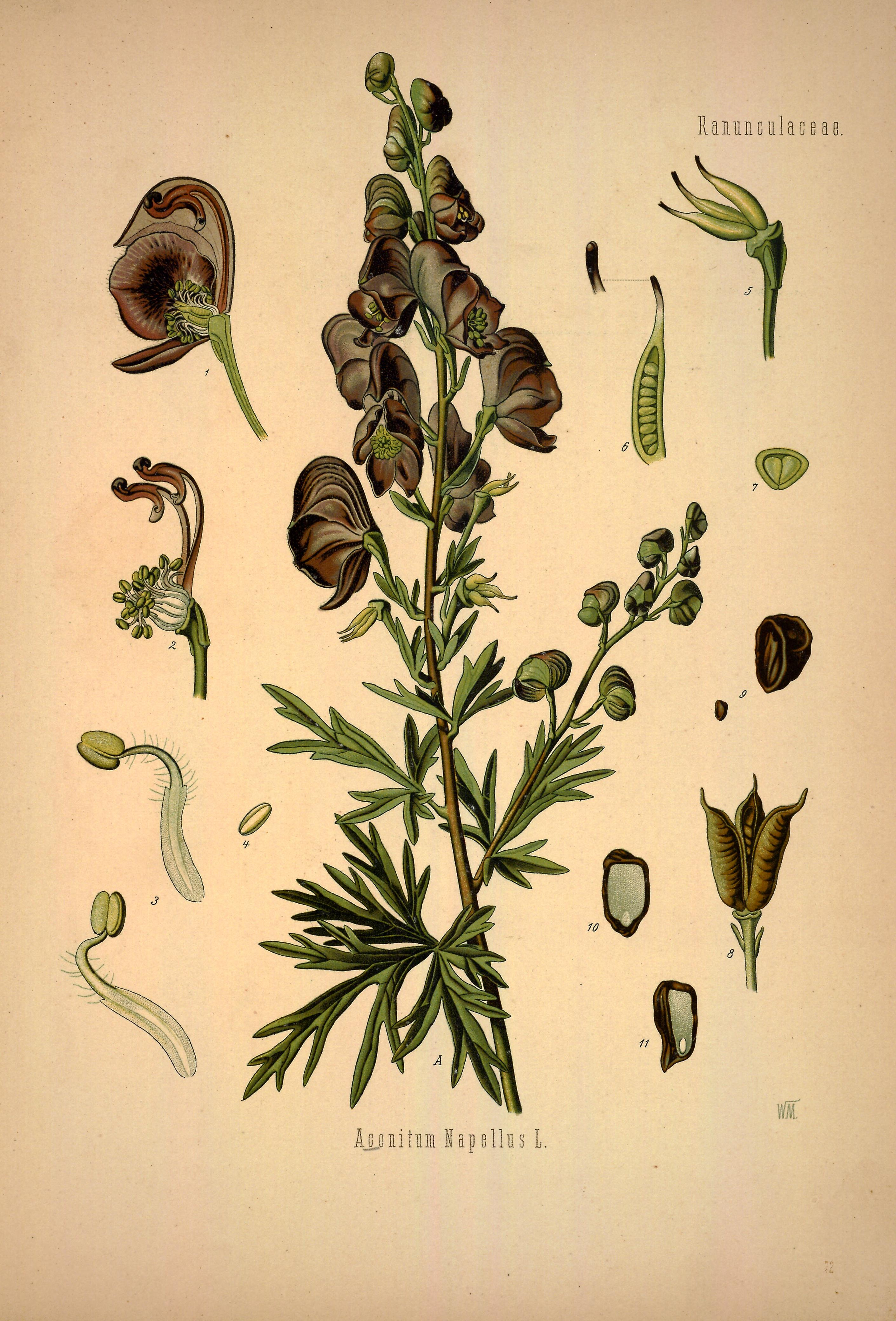

## Распространение
Северная Европа: Великобритания; Центральная Европа: Австрия, Бельгия, Чехословакия, Германия, юг Польши, Швейцария; Южная Европа: Югославия, север Италии, Румыния, Франция, включая Корсику, Испания; Европейская часть России; Западная Украина.

## Ботаническое описание
Аконит клобучковый — многолетнее травянистое растение, которое вырастает не более 150 см в высоту. Растение каждый год развивает новый клубень корней, в то время как корень предыдущего года отмирает.
Листья глубоко разделены на пять — семь долей.
На верхушке стебля формируются тёмно-синие цветки. Чашелистик имеет форму шмеля, и, действительно, это насекомое является чуть ли не единственным опылителем аконита клобучкового. Период цветения — с июня по август.
Фолликулярные плоды содержат большое количество семян.

## Токсичность
Всё растение ядовито, особенно корни и семена. Это его свойство обыграно в метафорическом рассказе Г. Майринка «Кардинал Напеллус» (1916).

## Применение
Используется как декоративное садовое растение.
Применяется в народной медицине, но смертельно ядовит. Все части растения содержат дитерпеновые алкалоиды, в том числе аконитин. Поскольку растение очень ядовито, оно никогда не имело большого значения в народной медицине. В зарубежной фитотерапии настойки листьев аконита используют наружно, чтобы ослабить боли при подагре, пояснично-крестцовом радикулите и невралгии. Внутрь настойки на основе аконита практически не употребляются.
В гомеопатии борец клобучковый используется для лечения нервных и экстрасенсорных болезней, вызванных гневом, испугом, нервным возбуждением или невралгией.
|                                                                 |  |  |  |  |
| Слева направо: Общий вид. Лист. Цветок. Семена. Плоды и семена. |  |  |  |  |

## Классификация

### Таксономия[6]
Aconitum napellus L., 1753, Sp. Pl. : 532
Вид Борец клобучковый относится к роду Борец (Aconitum) семейства Лютиковые (Ranunculaceae) порядка Лютикоцветные (Ranunculales). Кладограмма в соответствии с Системой APG IV по состоянию на июнь 2023 года:
|  |                                      |  |                                   |                                   |                     |  | ещё 6 семейств | ещё 6 семейств |                   |  |                          |  | еще 333 подтвержденных вида и 143 таксона, ожидающих подтверждения | еще 333 подтвержденных вида и 143 таксона, ожидающих подтверждения |  |
|  |                                      |  |                                   |                                   |                     |  | ещё 6 семейств | ещё 6 семейств |                   |  |                          |  | еще 333 подтвержденных вида и 143 таксона, ожидающих подтверждения | еще 333 подтвержденных вида и 143 таксона, ожидающих подтверждения |  |
|  |                                      |  |                                   | порядок Лютикоцветные             |                     |  |                |                | род Борец         |  |                          |  |                                                                    |                                                                    |  |
|  |                                      |  |                                   | порядок Лютикоцветные             |                     |  |                |                | род Борец         |  | 5 внутривидовых таксонов |  |                                                                    |                                                                    |  |
|  | отдел Цветковые, или Покрытосеменные |  |                                   |                                   | семейство Лютиковые |  |                |                | Борец клобучковый |  |                          |  |                                                                    |                                                                    |  |
|  | отдел Цветковые, или Покрытосеменные |  |                                   |                                   |                     |  |                |                |                   |  |                          |  |                                                                    |                                                                    |  |
|  |                                      |  | ещё 63 порядка цветковых растений | ещё 63 порядка цветковых растений |                     |  |                | ещё 53 рода    | ещё 53 рода       |  |                          |  |                                                                    |                                                                    |  |
|  |                                      |  |                                   | ещё 63 порядка цветковых растений |                     |  |                |                | ещё 53 рода       |  |                          |  |                                                                    |                                                                    |  |

### Внутривидовые таксоны
- Aconitum napellus  subsp. corsicum (Gáyer) W.Seitz
- Aconitum napellus  subsp. lobelii Mucher
- Aconitum napellus  subsp. lusitanicum Rouy
- Aconitum napellus  subsp. splendens (Font Quer) Rivas Mart.
- Aconitum napellus  subsp. vulgare (DC.) Rouy & Foucaud

### Синонимы
- Aconitum ampliflorum  Rchb.
- Aconitum anglicum  Stapf
- Aconitum confertum  Rchb.
- Aconitum fornicatum  Gilib.
- Aconitum funckii  Rchb.
- Aconitum grandiflorum  Pall.
- Aconitum halleri  Rchb.
- Aconitum microstachyum  Rchb.
- Aconitum napellus var. paniculatum  Regel
- Aconitum neubergense  DC.
- Aconitum occidentale var. splendens  Font Quer
- Aconitum spicatum  Donn
- Aconitum venustum  Rchb.
- Aconitum willdenowii  Rchb.
- Delphinium napellus  Baill.
- Napellus vulgaris  Fourr.

## Сорта
- 'Album' (syn. Aconitum pyramidale, Aconitum napellus subsp. pyramidale, 'Albidum', 'Grandiflorum Album'). 
 Высота растений 90—120 см, ширина 35—47 см. Цветки кремово-белые. Период цветения в Англии июнь-июль[7]. Зоны морозостойкости: 4a—9b. pH почвы 4,6—6,0 (кислая)[8].

## В филателии
С изображением борца клобучкового были выпущены почтовые марки: в ГДР в 1982 году, в Румынии в 1959-м, в Югославии в 1959-м
.